# Lepthyphantes natalis
Lepthyphantes natalis là một loài nhện trong họ Linyphiidae.
Loài này thuộc chi Lepthyphantes. Lepthyphantes natalis được Robert Bosmans miêu tả năm 1986.